# Masia de la Faia
La Masia de la Faia o de Santa Magdalena és un edifici de Gisclareny (Berguedà) inclosa en l'Inventari del Patrimoni Arquitectònic de Catalunya.

## Descripció
Es tracta d'una masia construïda en diverses etapes a partir d'un cos d'estructura clàssica cobert a dues aigües amb teula àrab. Possiblement, a segle xviii o principis del segle xix, fou ampliada amb una nova campanya; es tracta d'un cos de planta rectangular adossat al mur de ponent amb una galeria d'arcs i finestres quadrades emmarcades amb obra vista; la construcció d'aquest cos integrà la vella masia, unint-la amb la torre medieval de planta quadrada, a llevant de la nova ampliació.